# Stadieindelning av tumörsjukdomar
En malign tumörs stadium är ett mått på hur mycket tumören spritts. Angivelsen av stadiet tar oftast hänsyn till tumörens storlek, hur djupt den har trängt in, om den har invaderat angränsande organ, hur många lymfkörtlar den har spritt sig till (om några), och om den har metastaserat till fjärrbelägna  organ. Stadiebestämning av tumörsjukdomar är viktigt eftersom stadiet vid diagnostillfället är den viktigaste prognostiska faktorn för överlevnad och eftersom beslutet om behandlingen ofta grundar sig på information om sjukdomens stadium.

## TNM-systemet
Stadieindelningen av cancer kan delas in i kliniskt stadium och patologiskt stadium. I TNM-systemet anges klinisk respektive patologiskt stadium med ”c” respektive ”p” före stadieangivelsen (till exempel cT3N1M0 eller pT2N0).
Den kliniska stadieindelningen grundar sig på all tillgänglig information före operation för att ta bort tumören. Den kan därför grunda sig på den fysiska undersökningen av patienten samt röntgenundersökning och eventuellt endoskopi. Den patologiska stadieindelningen innefattar dessutom den ytterligare information som erhållits genom patologens mikroskopiska undersökning av tumören.
Eftersom den tillgängliga informationen skiljer sig är kliniskt stadium och patologiskt stadium ofta olika. Patologiskt stadium anses ofta vara bättre eller sannare eftersom det innefattar direkt undersökning av tumören, i motsats till det kliniska stadiet, där direkt information om tumörens biologi fortfarande saknas. Kliniskt stadium och patologiskt stadium kompletterar emellertid varandra . Alla tumörer behandlas inte med operation, och därmed saknas patologisk undersökning, och i andra fall behandlas patienten med andra behandlingsformer, så som kemoterapi eller strålningsterapi före operation, så att det patologiska stadiet därigenom kan underskatta det ”sanna” stadiet.

## Synpunkter på stadieindelningen
Korrekt stadiebestämning är av grundläggande betydelse eftersom behandlingen beslutas med utgångspunkt från stadiet. Ett felaktigt stadium skulle därmed medföra en felaktig behandling och försämrad prognos. Det kan emellertid vara svårt att göra en korrekt bestämning av stadiet. Vid patologisk bestämning, där en patolog undersöker vävnadssnitt från patientens tumör kan vara problematisk av två skäl: visuell undersökning under mikroskop innebär att hitta enstaka maligna celler bland många friska i ett preparat. Om man missar en cell kan det innebära felaktig stadiebestämning och därmed fel behandling. Slumpvis urval av prover innebär att många lymfkörtlar tas ut från patienten men endast ett slumpmässigt urval används för undersökning. Om just dessa inte innehåller maligna celler men däremot andra gör det kan det resultera i felaktig stadiebestämning och fel val av behandling. 
Nya högkänsliga metoder för att bestämma stadiet är under utveckling. Så kan till exempel mRNA för GCC (guanylyl cyclase C), som i normala fall bara finns uttryckt på insidan av tarmens epitel identifieras med PCR med förvånande känslighet och säkerhet. Närvaro av GCC i någon annan kroppsvävnad signalerar närvaro av celler liknande tarmepitelets. Genom att PCR är så extremt känsligt blir underskattning av stadiet av denna anledning praktiskt taget uteslutet. Forskare hoppas att detta skall ge en mycket förhöjd säkerhet i bestämningen och därmed säkrare prognos och val av behandling. Man hoppas också att motsvarande teknik skall kunna tillämpas på andra vävnadsspecifika proteiner.

## System för stadieindelningen
Systemen för stadieindelningen måste vara anpassade separat för varje typ av cancer (till exempel bröstcancer eller lungcancer). Även om det finns flera skilda system för några typer av cancer är TNM-systemet, som tagits fram inom UICC och som har arbetats samman med det från AJCC det system som har accepterats universellt för de typer av cancer som det täcker. Här nedan listas de system som är tillämpliga för några tumörlokalisationer:

### Blodcancer
- Lymfom: Ann Arbor stadier.

- Hodgkins sjukdom: Stadieindelning i en skala från I till IV med tillägg A eller B, beroende på om patienten har symptom, till exempel feber. Detta system betecknas Cotswold-systemet eller Modifierede Ann Arbor-systemet [1]

### Solida tumörer
För solida tumörer är TNM det system som nästan uteslutande kommer till användning, i vissa fall med specifika anpassningar:
- Bröstcancer: TNM används [2]

- Cervix-cancer och ovarialcancer: FIGO-systemet från International Federation of Gynecology and Obstetrics har arbetats in i TNM-systemet. För premaligna dysplasier används ett grading-system CIN (Cervical Intraepithelial Neoplasia).  [3]

- Colorectal cancer: klassades tidigare i stadier A, B, C eller D (Dukes stadieindelning). Nu används nästan helt TNM-systemet. [4]

- Njurcancer: TNM används [5]

- Cancer i struphuvudet: TNM används [6]

- Levercancer: har ett eget system för stadieindelning med stadier I till IV: [7]

- Lungcancer: TNM används: [8][9]

- Melanom: TNM används, kompletterad med ”Clark-nivå” och ”Breslow-djup” som är relaterade till hur djupt tumören har nått. [10]

- Prostatacancer: TNM används (i USA används ibland ett annat system): [11]

- Hudcancer utom melanom: TNM används:  [12]

- Blåscancer: TNM används: [13]

## Indelning av stadierna i större grupper
De detaljerade stadierna delas in i större grupper för att beskriva cancerns framåtskridande. Detta system använder romerska siffror I, II, III och IV plus 0 som beteckningar. Beteckningarna är avsedda att innebära:
- Stadium 0: Carcinom in situ.
- Stadium I: Cancer strikt begränsad till ett organ
- Stadium II och Stadium III: Lokalt framskriden cancer. Om cancern betecknas som stadium II eller stadium III kan bero på den specifika typen av cancer. Så klassificeras Hodgkins sjukdom som stadium II om angripna lymfkörtlar påträffas endast på ena sidan av diafragma (mellangärdet), medan sjukdomen är stadium III om angripna lymfkörtlar påträffats både nedanför och ovanför diafragma. De specifika kriterierna för att skilja stadium II och stadium III är alltså olika för olika typer av cancer.
- Stadium IV (spridd sjukdom) definieras i allmänhet som cancer som har metastaserat och spritt sig till andra organ i hela kroppen.

Inom TNM-systemet kan cancer också klassificeras som återfall, vilket innebär att sjukdomen åter uppträtt efter att ha varit i remission eller efter det att all påvisbar tumörväxt eliminerats. Återfall kan antingen vara lokalt, vilket innebär att det uppträder på samma ställe som den ursprungliga primärtumören, eller spridd sjukdom, vilket innebär att det uppträder på något annat ställe i kroppen.

## TNM-stadier
TNM används för solida tumörer och är akronym för orden ”Tumör”, ”Noder” och ”Metastaser”. Var och en av dessa parametrar anges separat med en siffra för att ange stadiet med avseende på denna parameter. Stadium T1 N2 M0 skulle alltså ange cancer med primärtumör enligt kriterierna för T1, angripna lymfkörtlar enligt kriterierna för N2 och inga fjärrmetastaser enligt kriterierna för M0.
- T hänför sig till primärtumören och klassas i en skala från 1 till 4,
- N hänför sig till spridning till lymfkörtlar och klassas i en skala från 0 till 4,
- M hänför sig till närvaro av fjärrmetastaser och klassas som 0 om inga metastaser kan upptäckas, annars som 1.

## Ändringar i stadiernas definitioner
Detta kallas på engelska ”Stage migration” och kan bero på antingen ändringar av definitionerna inom systemen själva eller på utveckling av de diagnostiska tekniker som används för att upptäcka och karakterisera sjukdomen ( till exempel insatsen av  magnetkamera som kan ge högre känslighet för upptäckt av spridd sjukdom).  Sådana ändringar av definitionerna av stadierna kan orsaka oväntade statistiska effekter, till exempel Will Rogers fenomen.